# Ваньхуа
Район Ваньхуа (кит.: 萬華區) — район в столиці та місті центрального підпорядкування Республіки Китай Тайбеї.

## Географія
Площа району Ваньхуа на 10 вересня 2017 становила близько 8,8522 км².

## Населення
Населення району Ваньхуа на 15 серпня 2006 становило близько 194 376 осіб. Густота населення становила 21 957,9 осіб/км².